# Rutilo Felipe Pozos Lorenzini
Rutilo Felipe Pozos Lorenzini (* 15. Februar 1967 in Rancho San Diego, Bundesstaat Puebla, Mexiko) ist ein mexikanischer Geistlicher und römisch-katholischer Bischof von Ciudad Obregón.

## Leben
Rutilo Felipe Pozos Lorenzini studierte am Priesterseminar Palafoxianum in Puebla und empfing am 29. Juni 1993 durch den Erzbischof von Puebla de los Ángeles, Rosendo Huesca Pacheco, das Sakrament der Priesterweihe.
Nach weiteren Studien an der Päpstlichen Universität Gregoriana in Rom erwarb er das Lizenziat im Fach Spiritualität sowie einen Abschluss für die Tätigkeit in der Priesterausbildung. Neben Aufgaben in der Pfarrseelsorge war er Diözesanassistent für die Familienkateches und -seelsorge sowie Leiter der diözesanen Kommission für die geistlichen Dienste. Außerdem war er Professor und Regens des Priesterseminars Palafoxianum.
Am 6. Dezember 2013 ernannte ihn Papst Franziskus zum Titularbischof von Satafis und bestellte ihn zum Weihbischof in Puebla de los Ángeles. Der Erzbischof von Puebla de los Ángeles, José Víctor Manuel Valentín Sánchez Espinosa, spendete ihm sowie auch Tomás López Durán am 3. März 2014 die Bischofsweihe. Mitkonsekratoren waren der Erzbischof von Mexiko-Stadt, Norberto Kardinal Rivera Carrera, der emeritierte Erzbischof von Guadalajara, Juan Kardinal Sandoval Íñiguez, der Apostolische Nuntius in Mexiko, Erzbischof Christophe Pierre, der Alterzbischof von Puebla de los Ángeles, Rosendo Huesca Pacheco, der Altbischof von Colima, Gilberto Valbuena Sánchez, und Weihbischof Eugenio Andrés Lira Rugarcía.
Am 15. September 2020 ernannte ihn Papst Franziskus zum Bischof von Ciudad Obregon. Die Amtseinführung erfolgte am 14. November desselben Jahres.